# Діамантова ліга 2023
Діамантова ліга 2023 була чотирнадцятим сезоном найбільш рейтингової всесвітньої серії легкоатлетичних змагань просто неба, що з 2010 організовується Світовою легкою атлетикою.

## Змагання
Програма сезону-2023 включала 13 відбіркових до фіналу етапів.
Фінал Діамантової ліги 2023 року був проведений в Юджині.
| Етап  | Дата          | Змагання                                                | Місто     | Відео                                                       | Прес-реліз           | Результати    |
| ----- | ------------- | ------------------------------------------------------- | --------- | ----------------------------------------------------------- | -------------------- | ------------- |
| 1     | 5 травня      | Diamond League Meeting                                  | Доха      | Відеозвіт на YouTube                                        | [ 2 ]                | [ 3 ]         |
| 2     | 28 травня     | Meeting International Mohammed VI d'Athletisme de Rabat | Рабат     | Відеозвіт на YouTube                                        | [ 4 ] [ 5 ]          | [ 6 ]         |
| 3     | 2 червня      | Golden Gala                                             | Флоренція | Відеозвіт на YouTube                                        | [ 7 ] [ 8 ]          | [ 9 ]         |
| 4     | 9 червня      | Meeting de Paris                                        | Париж     | Відеозвіт на YouTube                                        | [ 10 ] [ 11 ]        | [ 12 ]        |
| 5     | 15 червня     | Bislett Games                                           | Осло      | Відеозвіт на YouTube                                        | [ 13 ] [ 14 ]        | [ 15 ]        |
| 6     | 30 червня     | Athletissima                                            | Лозанна   | Відеозвіт на YouTube                                        | [ 16 ] [ 17 ]        | [ 18 ]        |
| 7     | 2 липня       | BAUHAUS-galan                                           | Стокгольм | Відеозвіт на YouTube                                        | [ 19 ]               | [ 20 ]        |
| 8     | 16 липня      | Меморіал Каміли Сколімовської                           | Хожув     | Відеозвіт на YouTube                                        | [ 21 ]               | [ 22 ]        |
| 9     | 21 липня      | Herculis                                                | Фонв'єй   | Відеозвіт на YouTube                                        | [ 23 ]               | [ 24 ]        |
| 10    | 23 липня      | London Diamond League                                   | Лондон    | Відеозвіт на YouTube                                        | [ 25 ]               | [ 26 ]        |
| 11    | 31 серпня     | Weltklasse                                              | Цюрих     | Відеозвіт на YouTube                                        | [ 27 ] [ 28 ]        | [ 29 ]        |
| 12    | 2 вересня     | Wanda Diamond League Xiamen                             | Сямень    | Відеозвіт на YouTube                                        | [ 30 ] [ 28 ]        | [ 31 ]        |
| 13    | 8 вересня     | Memorial van Damme                                      | Брюссель  | Відеозвіт на YouTube                                        | [ 32 ] [ 33 ]        | [ 34 ]        |
| Фінал | 16-17 вересня | Prefontaine Classic                                     | Юджин     | Відеозвіт (день 1) на YouTube Відеозвіт (день 2) на YouTube | [ 35 ] [ 36 ] [ 37 ] | [ 38 ] [ 39 ] |

## Регламент
За регламентом атлети змагалмся у 32 дисциплінах (по 16 для чоловіків та жінок) протягом 13 відбіркових етапів серії та заробляли очки за місця, що посідали на етапах, — від 8 очок за перше до 1 очка за восьме місце. Змагальна програма кожного етапу включала 14 дисциплін.
За перемогу в окремій дисципліні на кожному етапі серії атлет отримував US$ 10 000, а ті, хто посів місця з 2 по 8, — від US$ 6 000 до US$ 500 залежно від місця. За перемогу на фінальному етапі в Юджині кожен атлет отримав US$ 30 000, а спортсмени, які посіли місця з 2 по 8, — від US$ 12 000 до US$ 1 000 залежно від місця.
За підсумками виступів у кожній дисципліні на 13 етапах, до фіналу виходили спортсмени, які набрали найбільше очок: перші восьмеро — у бігу на 100, 200, 400, 800 метрів, 100, 110 та 400 метрів з бар'єрами; перші десятеро — у бігу на 1500, 3000/5000 метрів та 3000 метрів з перешкодами; перші шестеро — у кожній технічній дисципліні (стрибки та метання).
Переможцями серії у кожній дисципліні стали переможці фінального старту. Крім грошового призу (US$ 30 000), вони отримали звання «Чемпіон Діамантової ліги» (англ. Diamond League Champion) та відзнаку «Діамантовий трофей» (англ. Diamond Trophy).

## Переможці серії
| Чоловіки                   | Дисципліна | Жінки                                      |
| -------------------------- | ---------- | ------------------------------------------ |
| Крістіан Коулмен США       | 100 м      | Шеріка Джексон Ямайка                      |
| Андре де Грассе Канада     | 200 м      | Шеріка Джексон Ямайка                      |
| Кірані Джеймс Гренада      | 400 м      | Марілейді Пауліно Домініканська Республіка |
| Еммануель Ваньйоньї Кенія  | 800 м      | Кілі Годжкінсон Велика Британія            |
| Якоб Інгебрігтсен Норвегія | 1500 м     | Фейт Кіп'єгон Кенія                        |
| Йоміф Кеджельча Ефіопія    | 5000 м     | Гудаф Цегай Ефіопія                        |
| Генсл Парчмент Ямайка      | 100 м з/б  | Тобі Амусан Нігерія                        |
| Рай Бенджамін США          | 400 м з/б  | Фемке Бол Нідерланди                       |
| Саймон Коеч Кенія          | 3000 м з/п | Вінфред Яві Бахрейн                        |
| У Сан Хьок Південна Корея  | висота     | Ярослава Магучіх Україна                   |
| Арман Дюплантіс Швеція     | жердина    | Кеті Мун США                               |
| Зімон Егаммер Швейцарія    | довжина    | Івана Вулета Сербія                        |
| Анді Діас Італія           | потрійний  | Юлімар Рохас Венесуела                     |
| Джо Ковач США              | ядро       | Чейз Ілі США                               |
| Меттью Денні Австралія     | диск       | Валарі Олман США                           |
| Якуб Вадлейх Чехія         | спис       | Кітаґуті Харука Японія                     |

## Українці на етапах

### Попередні етапи
| місце: - Ярослава Магучіх (Рабат • висота • 2,01 WL) - Ірина Геращенко (Хожув • висота • 1,98 MR) - Ярослава Магучіх (Сямень • висота • 2,02 WL) - Ярослава Магучіх (Брюссель • висота • 2,00 | місце: - Ірина Геращенко (Рабат • висота • 1,91) - Марина Бех-Романчук (Рабат • потрійний • 14,65) - Ірина Геращенко (Лозанна • висота • 2,00 PB) - Марина Бех-Романчук (Хожув • потрійний • 14,70) - Ірина Геращенко (Монако • висота • 1,96) - Марина Бех-Романчук (Брюссель • потрійний • 14,57) | місце: - Марина Бех-Романчук (Флоренція • довжина • 6,59) - Марина Бех-Романчук (Осло • потрійний • 14,75) - Ярослава Магучіх (Лозанна • висота • 1,97) - Андрій Проценко (Стокгольм • висота • 2,16) - Юлія Левченко (Хожув • висота • 1,98 MR) - Ярослава Магучіх (Монако • висота • 1,96) |

| місце: - Ірина Геращенко (Париж • висота • 1,94) - Марина Бех-Романчук (Стокгольм • довжина • 6,55) | місце: - Вікторія Ткачук (Флоренція • 400 м з/б • 54,71) - Юлія Левченко (Лозанна • висота • 1,94) - Анна Рижикова (Лозанна • 400 м з/б • 55,41) - Андрій Проценко (Лондон• висота • 2,24 SB) - Юлія Чумаченко (Сямень • висота • 1,86) - Анна Рижикова (Сямень • 400 м з/б • 54,35 SB) | місце: - Юлія Левченко (Рабат • висота • 1,81) - Юлія Левченко (Париж • висота • 1,91) - Вікторія Ткачук (Осло • 400 м з/б • 55,36) - Артур Фельфнер (Лозанна • спис • 81,89) - Вікторія Ткачук (Лозанна • 400 м з/б • 55,69) - Юлія Левченко (Монако • висота • 1,93) - Вікторія Ткачук (Лондон • 400 м з/б • 54,25 SB) - Марина Бех-Романчук (Лондон • довжина • 6,52) - Марина Бех-Романчук (Цюрих • потрійний • 14,37) |

| місце: - Анна Рижикова (Осло • 400 м з/б • 55,53) - Анна Рижикова (Лондон • 400 м з/б • 54,53 SB) - Вікторія Ткачук (Сямень • 400 м з/б • 55,25) | місце: - Анна Рижикова (Рабат • 400 м з/б • 56,97) - Анна Рижикова (Флоренція • 400 м з/б • 55,99) - Андрій Проценко (Флоренція • висота • 2,15) - Роман Кокошко (Лозанна • ядро • 19,98) - Катерина Табашник (Хожув • висота • 1,89) - Вікторія Ткачук (Брюссель • 400 м з/б • 54,98 | місце: - Андрій Проценко (Хожув• висота • 2,20) |

| місце: - Наталія Стребкова (Флоренція • 3000 м з/п • 9:43.20)* |

### Фінал
Ярослава Магучіх • висота • 2,03 WL

 Андрій Проценко • висота • 2,20

 Юлія Левченко • висота • 1,91

 Ірина Геращенко • висота • 1,87

 Анна Рижикова • 400 м з/б • 54,98

 Вікторія Ткачук • 400 м з/б • 55,48